# Čtrnáctiúhelník
Čtrnáctiúhelník (cizím slovem tetradekagon) je rovinný geometrický útvar, mnohoúhelník s čtrnácti vrcholy a čtrnácti stranami. Součet velikostí vnitřních úhlů čtrnáctiúhelníku je přesně 2 160° (12π).
Pravidelný čtrnáctiúhelník lze složit ze čtrnácti shodných rovnoramenných trojúhelníků, jejichž úhly při základně mají velikost {\displaystyle {\frac {3\pi }{7}}} a při vrcholu {\displaystyle {\frac {\pi }{7}}}.

## Vlastnosti
Pravidelný čtrnáctiúhelník má velikost vnitřních úhlů 180*(6/7)° {\displaystyle \simeq 154,285714}.

### Konstrukce
Pravidelný čtrnáctiúhelník nelze přesně narýsovat pomocí kružítka a pravítka. Lze jej ovšem takto narýsovat s odchylkou velikostí (vnitřních) úhlů asi 0,05° takto: